# Bundeskriminalamt (Austria)
Il Bundeskriminalamt (Ufficio federale di polizia criminale, BK) è un ufficio del Ministero degli interni austriaco, nato nel 2002 per combattere la criminalità a livello nazionale e con funzione di cooperazione a livello internazionale.
Dipendente dalla Direzione generale della pubblica sicurezza (Generaldirektion für die öffentliche Sicherheit), svolge anche le funzioni di Bureau centrale nazionale dell'Europol e dell'Interpol.

## Organizzazione
Il Bundeskriminalamt è suddiviso in 7 Abteilungen, chiamati anche Büros.
- Abteilung 1: Kriminalstrategie und zentrale Administration
- Abteilung 2: Internationale Polizeikooperation
- Abteilung 3: Ermittlungen, Organisierte und Allgemeine Kriminalität
- Abteilung 4: Kriminalanalyse
- Abteilung 5: Kriminalpolizeiliche Assistenzdienste
- Abteilung 6: Forensik und Technik (include Entminungs und Entschärfungsdienst)
- Abteilung 7: Wirtschaftskriminalität